# Guerras de Alexandre, o Grande
As Guerras de Alexandre, o Grande foram uma série de conflitos militares lançados por Alexandre III da Macedônia, primeiramente contra o Império Aquemênida, governado por Dario III, e depois contra chefes tribais, reis e senhores de terras nas regiões mais a leste da Ásia, até Panjabe, na Índia. A campanha imortalizou Alexandre como um dos grandes comandantes militares de todos os tempos. Ele terminou sua carreira sem perder uma batalha. Quando ele morreu, ele havia conquistado quase todo o mundo conhecido pelos gregos antigos. Apesar do seu sucesso como comandante, ele não conseguiu dar uma alternativa estável ao Império Aquemênida. Assim, após sua morte, seu império não sobreviveu e foi dividido após vários conflitos internos.
Alexandre subiu ao trono da Macedônia em 336 a.C. após a morte de Filipe II. Seu pai havia unificado boa parte das cidades-estado gregas sob a hegemonia macedônia e formou uma federação chamada de Liga de Corinto. Ao ascender ao poder, Alexandre primeiro esmagou uma série de revoltas e rebeliões contra o seu regime na Grécia e depois partiu para o leste, para lidar com o antigo Império Aquemênida. Perto de seis anos depois, ele já havia conquistado a Ásia Menor, a Palestina, a Judeia, a Síria, o Líbano, o Egito, partes da Líbia e das regiões fenícias, a Mesopotâmia (adentrando na Babilônia a 330 a.C.) e também as regiões da Báctria e Sogdiana. Ele então foi expandir seu recém criado império, indo além da Pérsia e avançando até o norte da Índia.
Após enormes conquistas, Alexandre tinha mais planos. Ele pretendia invadir a Arábia e partes do Mediterrâneo, contemplando incursões contra Cartago, Roma e até a Península Ibérica. Sua morte precipitada acabou por interromper estes planejamentos. Os sucessores de Alexandre (os diádocos) abandonaram de vez esses planos. Ao invés disso, seus comandados (que dividiram seu gigantesco império entre si) começaram a lutar uns contra os outros por dominação levando a décadas de guerra.